# Hrvatsko Zagorje

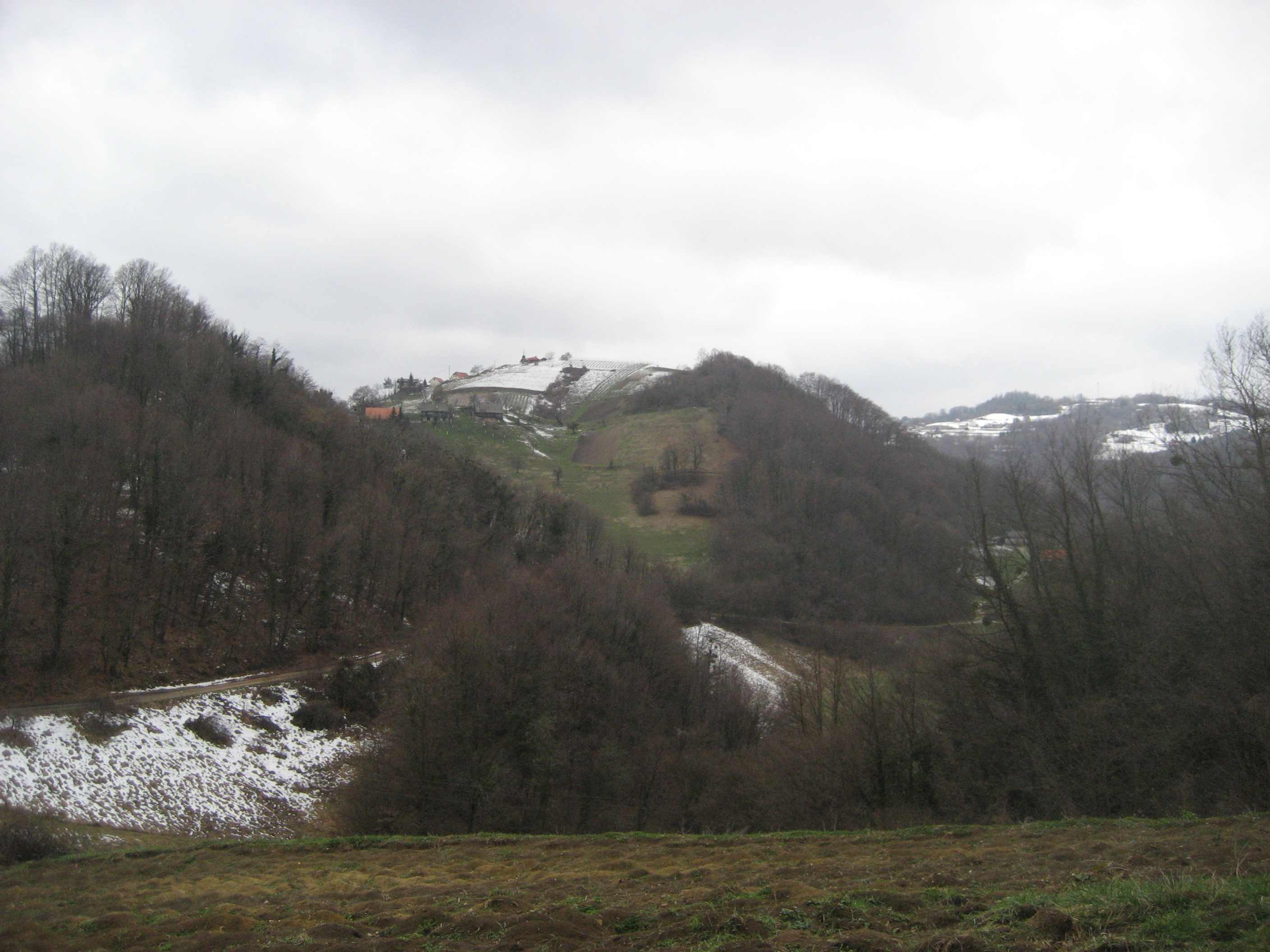
Landschap nabij Desinić in het voorjaar

Hrvatsko Zagorje, letterlijk te vertalen als Kroatisch Achterland is een historisch-geografisch gebied in Kroatië, ten noorden van de hoofdstad Zagreb. Vaak wordt het gebied kortweg Zagorje genoemd, maar omdat dat verwarring kan opleveren met Dalmatinska Zagora (Dalmatisch Achterland) en Sloveens Zagorje, wordt de benaming Hrvatsko Zagorje gebruikt.
Tot Zagorje rekent men doorgaans het gebied ten noorden van de berg Medvednica nabij Zagrem tot de grens met Slovenië en de Mur, waarmee het gebied zich tot Međimurje en Čakovec uitstrekt. Wanneer men kijkt naar culturele factoren, waaronder de invloed van de taal (met name het Kajkavisch dialect), dan kan men ook Zagreb tot de Zagorje rekenen, terwijl deze stad geografisch tot Hrvatsko Prigorje behoort.
Als onofficiële hoofdsteden van het gebied gelden Krapina en Varaždin. Het grootste deel van Hrvatsko Zagorje valt onder de provincies Krapina-Zagorje en Varaždin.